# Biskupská stodola
Biskupská stodola, anglicky The Bishop's Barn, je stavba na Silver Street, ve Wellsu, v Somersetu, v Anglii. Byla postavena v 15. století jako stodola na desátky. Je památkově chráněná a označena jako historický památník. Byla postavena z místního kamene otesaného do hrubě hranatého tvaru, s břidlicovou střechou. Stodola má 12 klenebních polí.
Během Bloody Assises zde byli umístěni royalističtí vojáci. V roce 1887 byla stodola darována městu Wells biskupem Lordem Arthurem Herveyem pro rekreaci a zábavu.
V sedmdesátých letech 20. století byla používána jako hudební prostor a hostila kapely jako Supertramp, Status Quo a Slade. Nyní ji spravuje Wells Recreation Ground Trust. Stodolu a sousední rekreační areál je možné rezervovat pro akce.